# Spermacoce pilifera
Spermacoce pilifera är en måreväxtart som beskrevs av Nélida María Bacigalupo. Spermacoce pilifera ingår i släktet Spermacoce och familjen måreväxter. Inga underarter finns listade i Catalogue of Life.